# Karroosparv
Karroosparv (Emberiza impetuani) är en fågel i familjen fältsparvar inom ordningen tättingar. Den förekommer i torra marker i södra Afrika. Beståndet anses vara livskraftigt.

## Utseende och läten
Karroosparven är en 14 cm lång, rätt karaktärslös och ytligt sett lärklik fältsparv. Den har dock olikt dessa lång stjärt och hoppar fram istället för går. Fjäderdräkten är brun med diagnostiskt kanelfärgad anstrykning på undersidan och rostkantade vingpennor. Sången består av en serie elektriska toner som accelererar i en drill, medan lätet är ett mjukt "tuc-tuc".

## Utbredning och systematik

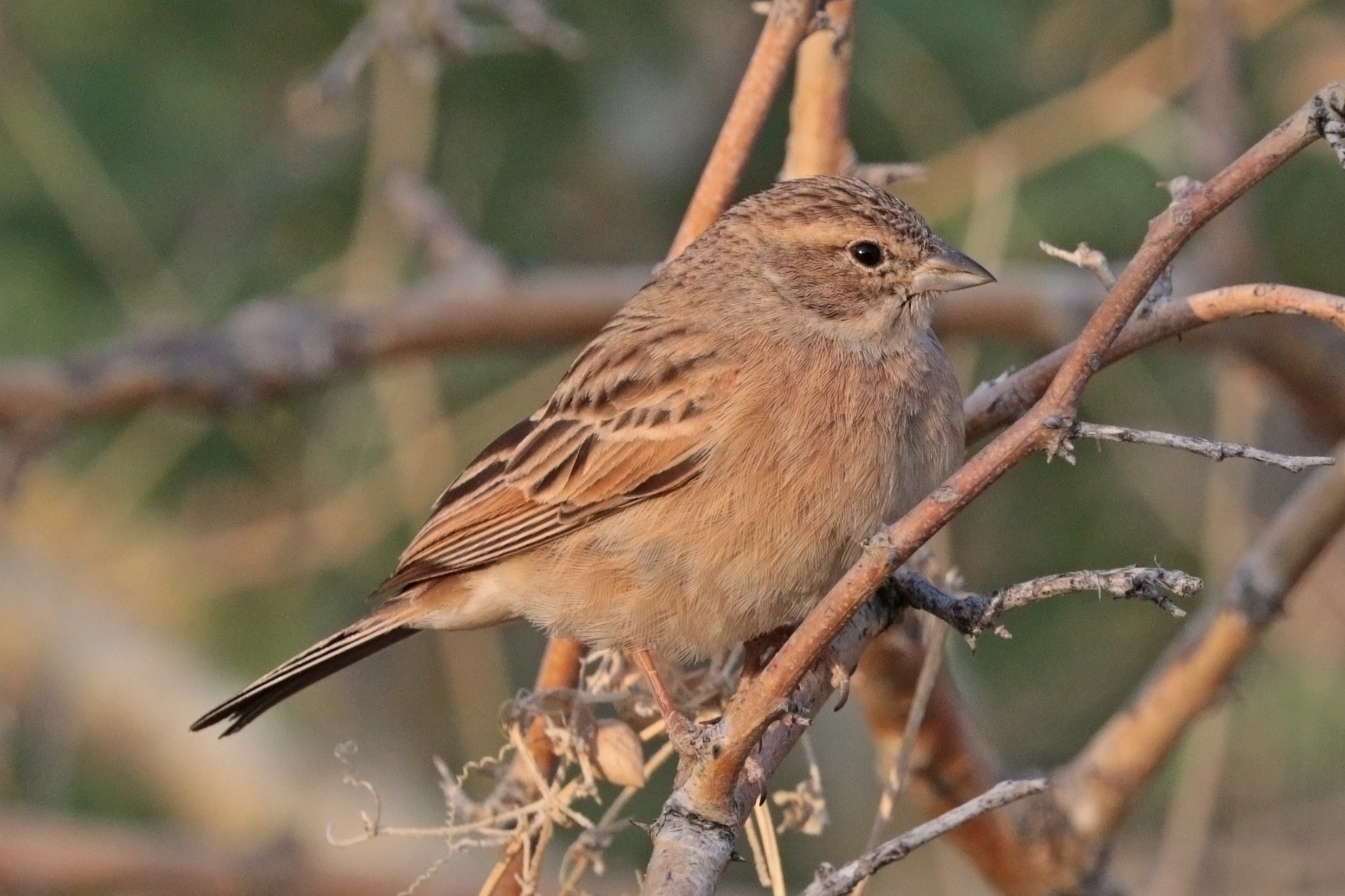
Emberiza impetuani impetuani nära Omaruru, Namibia

Karroosparven förekommer i södra Afrika. Den delas in i tre underarter med följande utbredning:
- Emberiza impetuani eremica – förekommer från kustnära södra Angola till Namibia och nordvästra Sydafrika
- Emberiza impetuani impetuani – förekommer från norra Sydafrika till västra Botswana och sydvästra Zimbabwe
- Emberiza impetuani sloggetti – förekommer i västra Sydafrika

Tillfälligt har den påträffats i Demokratiska republiken Kongo, Swaziland och Zambia. Underarten eremica inkluderas ofta i nominatformen.

### Släktestillhörighet
Arten placeras traditionellt i släktet Emberiza, men vissa auktoriteter delar upp detta i flera mindre släkten. Den förs då tillsammans med exempelvis kapsparv och hussparv till Fringillaria.

## Levnadssätt
Karroosparven förekommer på halvökenslätter, i karroobuskmarker och på torr savann. Födan består huvudsakligen av gräsfrön, men även frön från örter, mjuka gröna blad och en lång rad ryggradslösa djur. Häckningssäsongen är kopplad till nederbörd och häckar bara om det regnat tillräckligt. Den häckar monogamt och enstaka, men ofta nära intill andra par.

## Status och hot
Arten har ett stort utbredningsområde och en stor population med stabil utveckling och tros inte vara utsatt för något substantiellt hot. Utifrån dessa kriterier kategoriserar internationella naturvårdsunionen IUCN arten som livskraftig (LC). Världspopulationen har inte uppskattats men den beskrivs som ofta vanlig.

## Namn
Karroo (eller karoo) är ett stäpp- och halvökenområde i södra och västra Sydafrika. Dess vetenskapliga namn kommer av zuluspråkets Im’tiyane för olika finkar och astrilder. Det kan också vara Tswana för ett vattenhål i västra Griqualand i Kapprovinsen, Sydafrika.